# 人造放射性同位素
人造放射性同位素（英語：Synthetic radioisotope），又称人造放射性核種（英語：Synthetic radionuclide）、合成放射性同位素、合成放射性核種，亦可略稱為人造同位素/核種、合成同位素/核種，是指在自然界中不存在、只能經由人工合成的方法產生的核種，皆為放射性核種，由於這些核種的半衰期大都較短（遠短於地球的年齡），就算在地球形成時可能存在，至今也都已全部衰變殆盡，且現今自然界中也缺乏形成它們的途徑或機制，因此只能以核反應爐或粒子加速器等設備人工生產，或從用過核燃料中提取。較知名的例子包括鈷-60、碘-131、銫-137等。與人造同位素相對的概念為天然同位素以及天然放射性同位素。
迄今發現的3000多種核種中，逾90%都屬於人造放射性核種，僅有少部分屬於穩定核種或天然放射性核種。沒有天然同位素，即所有同位素均為人造同位素的元素稱作人造元素，例如鋂、鋦等，皆為超鈾元素。

## 生產
核反應爐中核燃料的分裂和衰變過程會產生各種核種，其中大部分是放射性核種，因此從用過核燃料中可以提取出許多自然界中含量稀少或不存在的放射性核種，例如鍶-90、銫-137、鎝-99和碘-129等，此外，用過核燃料中也能找到錼、鈽、鋂、鋦等超鈾元素的蹤跡，它們是核燃料中的鈾俘獲中子後經β衰變而產生的。由這些化學性質及核性質各異的放射性核種所組成的複雜混合物使得核廢料和放射性塵埃的處理成為一大麻煩。
除了從核廢料中提取外，還可以在核反應爐中以中子照射靶核來生產放射性核種，例如鈷-60、碘-131、磷-32、鉈-201、銥-192和金-198等核種主要經由此法生產。
也可以利用迴旋加速器、直線加速器等粒子加速器加速帶電粒子轟擊靶核來合成人造同位素，例如斷層掃描常使用的鉈-201、鎵-67、氧-15和氟-18等核種通常使用迴旋加速器製備。原子序超過100的超鐨元素只能透過此途徑合成。
放射性核種孳生器是一種通過長壽放射性母核種的衰變來少量供給短壽命放射性核種的裝置，通常在核醫學中用於提供放射性藥物。孳生器中含有半衰期較長的放射性母核種，放射性母核種衰變產生的放射性子核種則用於醫療用途。放射性母核種通常在核反應爐中生產。代表性的例子是核醫學診斷中常用的鎝-99m一般來自鎝-99m孳生器，孳生器中使用的母核種為鉬-99。

## 用途
絕大多數人造放射性同位素的半衰期都非常短，因此用途僅限於科學研究。不過雖然放射線對健康有害，但適量的放射線非常適合用於偵測、追蹤和試驗等方面，因此部分人造放射性同位素有許多醫療和工業用途。

### 核醫學
核醫學領域中會使用多種放射性同位素進行診斷或治療。

#### 診斷
以含放射性同位素之化合物製成的放射性藥品作為示蹤劑，可用於觀測人體內各種器官系統的運作，提供臨床診斷之訊息。用作放射性示蹤劑的同位素通常半衰期很短，且衰變時會放出γ射線，高能量的γ射線穿過身體後被伽馬攝影機捕捉，並根據收集到的放射線訊號造影成像。伽馬攝影機具有很高的探測效能，且用作示蹤劑的化合物通常會有效地集中在診斷的目標部位，因此所需的放射性物質的總量非常少，對人體不具危險性。常見的用例包括：
- 鎝-99m是醫療上使用最為廣泛的放射性核種，用於斷層掃描，追蹤人體內的血流量。鎝-99m可以使用醫院中的鎝-99m產生器（英语：Technetium-99m generator）輕鬆合成出。[11]
- 使用碘-131評估甲狀腺功能，診斷甲狀腺癌的轉移和甲狀腺機能亢進症。[12]
- 利用口服鈷-57或鈷-58標記維生素B12，評估維生素B12在腸胃道的吸收狀況。[7]
- 氟-18是PET掃描中最常用的同位素，用來標記氟脫氧葡萄糖。[13]

#### 治療
有些人造放射性同位素和化合物被用於放射治療，其釋放的放射線能夠破壞惡性細胞、抑制癌症病情，例如碘-131用於治療甲狀腺機能亢進和甲狀腺癌、鍶-90用於治療骨癌、錸-188和錸-186用於治療肝癌、鈷-60和銥-192等用於體內近接放射線治療等。

### 工業
人造放射性同位素在工业领域具有广泛且关键的应用，主要涉及以下几个方面：

#### 无损检测与质量控制
利用放射性同位素发出的γ射线进行工业放射摄影，可在不破坏材料的情况下检测焊缝、铸件和机械部件的内部缺陷，广泛应用于石油、航空航天和建筑等行业。
此外，核子仪表（如测厚仪、密度计和料位计）利用放射源对材料进行非接触式测量，确保产品质量和生产效率，特别适用于高温、高压或腐蚀性环境。

#### 示踪技术与流程监测
放射性示踪剂用于追踪液体、气体或颗粒在工业流程中的流动路径，帮助识别泄漏、堵塞或磨损位置。在石油和天然气行业中，此技术用于评估油藏渗透率和流体流动特性。

#### 辐射加工与材料改性
通过辐射处理，放射性同位素可引发材料的化学或物理变化，用于：
- 交联聚合物（如电缆绝缘层）
- 橡胶硫化
- 泡沫塑料生产
- 表面硬化和涂层固化
- 医疗用品和食品的灭菌

这些应用提高了材料性能，延长了产品寿命。

#### 能源供应与特殊电源
放射性同位素电池（如钚-238电池）利用放射性衰变释放的能量，为航天器、深海探测器和偏远地区的设备提供长期稳定的电源，具有体积小、寿命长、无需维护等优点。

#### 5. 环境监测与污染治理
放射性同位素技术用于监测工业排放中的有害物质，评估环境污染程度，并在废水、废气处理过程中，通过辐射降解有机污染物，提升治理效率。

#### 6. 资源勘探与矿产分析
在地质勘探中，放射性同位素用于测定矿石中的元素含量和分布，辅助寻找矿产资源，提高勘探的准确性和效率。
人造放射性同位素在工业中的应用涵盖质量控制、流程监测、材料改性、能源供应、环境治理和资源勘探等多个领域，显著提升了工业生产的安全性、效率和可持续性。